# Mayer Mihály (püspök)
Mayer Mihály (Kisdorog, 1941. január 31. –) a Pécsi egyházmegye 81. püspöke.

## Pályafutása
A középiskolát Bonyhádon, teológiai tanulmányait 1959–1964 között Győrben végezte. 1964. június 21-én szentelték pappá.
Káplánként szolgált 1964–1966 közt Simontornyán, 1966–67-ben Pincehelyen, 1967–1972 közt Tamásiban. 1972-től Dunaföldváron volt káplán, majd 1975-től ugyanott helyettes plébános, 1980-tól plébános. 1985-ben kinevezték a Szekszárd-belvárosi plébánia élére.
II. János Pál pápa 1988. december 23-án nevezte ki segédpüspökké, illetve Giru Marcelli címzetes püspökévé. Felszentelése 1989. február 11-én volt Dékány Vilmossal, Várszegi Asztrikkal, Takács Nándorral és Ács Istvánnal együtt, az esztergomi bazilikában. Elődjének, Cserháti Józsefnek nyugalomba vonulása után, 1989. november 3-ától lett pécsi megyés püspök. Püspöki jelmondata: Gaudium nostrum Dominus, magyarul: az Úr a mi örömünk.

### Lemondása
2011 elején lemondásra kényszerült, elsősorban az egyházmegyében – sajtóértesülések szerint az ő tudtával és beleegyezésével – történt százmilliós nagyságrendű adócsalás és más pénzügyi visszaélések miatt. Január 19-én XVI. Benedek pápa elfogadta lemondását a pécsi egyházmegye kormányzásáról a CIC 401. kánonjának 2. §-a alapján.

## Egyéb tisztségei
A pécsi egyházmegye kormányzása mellett: 
- a Magyar Katolikus Püspöki Konferencia Iustitia et Pax bizottságának elnöke,
- a Harmadik világ bizottság elnöke,
- a Baranya Baráti Kör tiszteletbeli elnöke,
- 1996 óta a Szent Sír Lovagrend főtisztje,
- a Nemzetközi Páneurópa Unió magyarországi fővédnöke,
- a Gerhards-Werk fővédnöke.

## Elismerései
- Dunaföldvár díszpolgára
- Bezerédj-díj
- Pécs Város Millenniumi Díja (2000)[1]
- Pécs díszpolgára (2006)[1]
- Tüke-díj (2010)[1]